# Dušan Kermavner
Dušan Kermavner, slovenski politik, zgodovinar in publicist, * 7. december 1903, Ljubljana, † 11. junij 1975, Ljubljana.

## Življenje in delo
Kermavner je v letih 1923/24 študiral na Visoki trgovski šoli v Berlinu, leta 1932 je diplomiral na pedagoški fakulteti v Ljubljani in tam leta 1941 tudi doktoriral. Že leta 1920 je vstopil v Komunistično partijo Jugoslavije. Do leta 1925 je bil v vodstvu SKOJa v Sloveniji, leta 1924 pa je bil celo delegat na 4. kongresu Komunistične mladinske internacionale v Moskvi. Med letoma 1925 in 1929 je bil član Pokrajinske konference Komunistične partije Jugoslavije in bil tam odgovoren za Slovenijo. Leta 1926 je bil Kermauner delegat na 3. kongresu KPJ na Dunaju. Leta 1928 je postal sekretar PK KPJ, novembra istega leta pa je bil na 4.kongresu KPJ v Dresdnu izvoljen za namestnika člana Centralnega komiteja Komunistične partije Jugoslavije. 
Kasneje je bil na dveh sodnih procesih v letih 1931 in 1933 obsojen na zaporno kazen. Kazen je prestajal v zaporih v Mariboru, Sremski Mitrovici in Lepoglavi. Leta 1939 je bil izključen iz KPJ. 
Med drugo svetovno vojno je bil zaprt in interniran v italijanskih taboriščih, kasneje pa so ga Nemci poslali v koncentracijsko taborišče Flossenbürg ter kasneje v Buchenwald.
Po vojni se je vrnil v politiko in imel do leta 1948 visoke politične funkcije. Leta 1947 je bil član delegacije na posvetovanju ministrov za zunanje zadeve ali njihovih namestnikov v Moskvi, leta 1948 pa je sodeloval na enakem posvetu v Londonu. Leta 1948 bil obdolžen sodelovanja s tajno nemško politično policijo med bivanjem v koncentracijskih taboriščih in ponovno zaprt. Julija 1949 pa je bil iz zapora izpuščen, ker ga niso uspeli prepričati, da bi podpisal lažne obtožbe. 
Od leta 1949 je bil znanstveni sodelavec v NUK v Ljubljani, kasneje pa se je začel ukvarjati z zgodovino delavskega gibanja v Sloveniji.
Njegova sinova sta bila slovenski pisatelj, esejist in kritik Taras Kermauner ter pesnik Aleš Kermauner.